# Angelo Zurzolo
Angelo Zurzolo est un pianiste, compositeur et arrangeur,.
Pour avoir suivi des études classiques au conservatoire Serge Rachmaninov de Paris, étudié l'harmonie et le contrepoint avec Julien Falck (professeur au Conservatoire de musique, danse et art dramatique en France de Paris) et étudié le jazz au Centre d'informations musicales (sans compter des études de prise de son à l'Institut national de l'audiovisuel), Angelo Zurzolo est en fin de compte un musicien accompli. Il enseigne également l'harmonie classique et le jazz au conservatoire.
En marge du domaine musical, il est également diplômé de l'École d'architecture[Laquelle ?] et a travaillé à la réalisation de plusieurs projets d'architecture liés au spectacle (la salle polyvalente du Centre Pompidou, avec Rocco Compagnone, salle polyvalente Paris-Bercy, etc).
Il collabore avec Daniel Mesguich à la réalisation d'un spectacle musical (tour de chant Catherine Beriane). Avec le groupe de Philippe Portejoie, il remporte le Concours national de jazz de la Défense en 1990, collabore également avec l'Institut national de l'audiovisuel (INA) sur la recherche électroacoustique. Il rejoint en 2000 l'ancien groupe de Jean-Jacques Goldman, Taï Phong, pour le quatrième album de la formation.
Compositeur et arrangeur, il réalise plusieurs disques (Yvan Dautin, Karim Kacel, Yves Postic, Enzo Enzo) ainsi qu'un spectacle sur Salvador Dalí (orchestre symphonique) lors des jeux olympiques de Barcelone 1992. Il écrit des musiques de film dont Komba, dieu des Pygmées de Raymond Adam (prix Georges-Sadoul 1985), Le Fils de Gascogne de Pascal Aubier/Patrick Modiano en 1995.
Angelo Zurzolo aime à se définir avant tout comme accompagnateur d'artiste et accompagne ainsi au piano de nombreux artistes : Yvan Dautin, Gilles Langoureau, Karim Kacel, Véronique Rivière, Kamerlink[Qui ?], Maren Berg, André Blot, Georges Moustaki, Yves Duteil, Petru Guelfucci, Martine Sarri. Il entretient des relations privilégiées avec Karim Kacel, mais il accompagne aussi depuis trois ans Enzo Enzo et a contribué aux arrangements de son album Chansons d'une maman.
Depuis plusieurs années Angelo se consacre à la peinture et expose dans toute l'Europe .Ses oeuvres et son actualité sont visibles sur son site.
https://angelozurzolo.com